# زن (فیلم ۲۰۱۸)
زن (به هندی: Stree) فیلمی است محصول سال ۲۰۱۸ و به کارگردانی عمر کایوشیک است. در این فیلم بازیگرانی همچون راجکومار رائو، شرادها کاپور، پانکاج تریپاتی، آپارشاکتی کورانا، آبیشک بانرجی، فلورا ساینی، ویجای راز، نورا فتحی و کریتی سانون ایفای نقش کرده‌اند.دنباله این فیلم زن ۲ است.